# Время суток
Вре́мя су́ток — широко используемый на Земле способ исчисления времени, основанный на изменении положения солнца на небе, приблизительно являющемся периодичным с периодом в одни сутки.
Иногда время суток называют просто временем.
Время суток играет важнейшую роль в человеческой цивилизации. Для определения текущего времени суток служат часы. Традиционно, сутки разделяются на 24 часа, отсчитываемых от полуночи. Для более точного указания времени час делится на 60 минут, а минута — на 60 секунд. Более короткие отрезки времени измеряются в секундах с соответствующими приставками.
Данная временная шкала установлена сравнительно недавно. Ещё два века назад разные народы применяли различные временные суточные шкалы.

## Форматы указания времени суток
- Механические часы — старейший аналоговый способ представления времени суток.
- Европейский, или 24-часовой — чч:мм:сс (например 17:54:31), часы нумеруются от 0 до 23 включительно, минуты и секунды — от 0 до 59. Обязательно указываются ведущие нули минут и секунд, а иногда и часов. Такая система в настоящее время наиболее распространена в мире.
- 12-часовой — ч:мм?? (например 5:54pm). Для часов от 0 до 11 включительно вместо ?? ставится am (лат. ante meridiem — «до полудня», в электронных часах am часто опускается), а для часов от 12 до 23 — pm (лат. post meridiem — «после полудня»). Сами номера часов указываются числами от 1 до 12 включительно.